# Luis Amarilla
Luis Antonio „Totín” Amarilla Lencina (ur. 25 sierpnia 1995 w Aregui) – paragwajski piłkarz występujący na pozycji napastnika, reprezentant Paragwaju, od 2023 roku zawodnik meksykańskiego Mazatlán.